# Военно-воздушные силы Кувейта
Военно-воздушные силы Кувейта (англ. Kuwait Air Force; с 1988 года используется арабское название араб. القوة الجوية الكويتية‎, al-Quwwat al-Jawwiya al-Kuwaitiya) — один из видов вооружённых сил Кувейта. Штаб находится на авиабазе Аль-Мубарак (часть международного аэропорта Кувейта). Численность — около 2500 человек (на 1993 год).

## История
ВВС Кувейта были созданы после кувейтско-иракского кризиса 1961 года и первоначально находились под сильным влиянием Великобритании. До 1970-х годов на вооружении состояла исключительно британская авиатехника, включая истребители-бомбардировщики «Хантер» и перехватчики «Лайтнинг». С середины 1970-х годов начались закупки самолётов и вертолётов других стран. В это время были приобретены «Мираж» F-1, A-4 «Скайхок», BAE «Хок»).
В августе 1990 года ВВС Кувейта участвовали в боевых действиях против вторгшихся в страну иракских войск. Кувейтская авиация была разгромлена, в результате чего ей пришлось эвакуироваться в Саудовскую Аравию. Вдобавок, в ходе эвакуации на саудовском аэродроме произошёл взрыв кувейтского вертолёта, который уничтожил часть эвакуированной кувейтской авиации. В январе-феврале 1991 года кувейтская авиация принимала участие в операции «Буря в пустыне». После освобождения Кувейта национальные ВВС были перевооружены американской авиатехникой (истребители-бомбардировщики F/A-18 «Хорнит», ударные вертолёты AH-64 «Апач»).

## Эскадрильи
По состоянию на 2008 год в состав ВВС Кувейта входят:
- авиабаза Ахмед аль-Джабер
  - 9-я истребительно-бомбардировочная эскадрилья (F/A-18C/D)
  - 25-я истребительно-бомбардировочная эскадрилья (F/A-18C/D)
- авиабаза Али аль-Салем
  - 32-я вертолётная эскадрилья (SA.330H)
  - 33-я вертолётная эскадрилья (SA.342K)
  - 62-я вертолётная эскадрилья (AS.332B/M)
  - 88-я ударная эскадрилья (AH-64D)
  - 12-я учебная эскадрилья («Хок» Mk.64)
  - 19-я учебная эскадрилья («Тукано» Mk.52)

Кроме того, кувейтскому правительству подчинены 41-я транспортная эскадрилья (L-100-30) и авиаотряд, занимающийся перевозкой государственных лиц.

## Техника и вооружение
Данные о технике и вооружении ВВС Кувейта взяты со страницы журнала Aviation Week & Space Technology.
| Тип                           | Изображение | Производство   | Назначение                                     | Количество | Примечания |
| Самолёты                      | Самолёты    | Самолёты       | Самолёты                                       | Самолёты   | Самолёты |
| ----------------------------- | ----------- | -------------- | ---------------------------------------------- | ---------- | --- |
| BAE Systems Mk.64             |             | Великобритания | учебно-боевой                                  | 9          | |
| Boeing F/A-18C Boeing F/A-18D |             | США            | истребитель-бомбардировщик учебный истребитель | 32         | |
| Lockheed L-100-30             |             | США            | транспортный самолёт                           | 3          | |
| Boeing C-17A Globemaster III  |             | США            | военно-транспортный                            | 1          | 1 C-17A заказан в сентябре 2010 года, ещё 1 С-17A в мае 2013 года. Первый получен 13 февраля 2014 года (серийный номер F-264, кувейтский бортовой номер KAF 342). |
| Shorts EMB-312                |             | Великобритания | учебно-тренировочный                           | 16         | бразильский самолёт Embraer EMB 312 Tucano по лицензии производился в Великобритании                                                                              |
| Вертолёты                     |             |                |                                                |            | |
| Aerospatiale SA 330           |             | Франция        | транспортный вертолёт                          | 5          | |
| Aerospatiale SA 342L          |             | Франция        | многоцелевой вертолёт                          | 15         | |
| Boeing Helicopter AH-64D      |             | США            | ударный вертолёт                               | 6          | |
| Eurocopter AS 332B            |             | Франция        | транспортный вертолёт                          | 5          | |

## Опознавательные знаки

Опознавательный знак ВВС Кувейта
Знак на киль